# Pustinja
 Ovo je glavno značenje pojma Pustinja. Za pustinjačku nastambu pogledajte Pustinja (eremitorij).
Pustinja je suho područje koje nastaje na mjestima u nedostatku vlage i vegetacije pri izraženom zagrijavanju i hlađenju tla, pa je ono podložno mehaničkom (fizičkom) trošenju čime nastaje sitni, rastresiti i suhi materijal na površini, koji se zatim oblikuje egzogenim eolskim procesima. Iako su pustinje poznate po slaboj prisutnosti života, one zapravo pružaju utočište mnogim živim bićima koja obično ostaju sakrivena (posebice tijekom dnevnog svjetla) kako bi sačuvala vlagu. Približno jednu trećinu Zemljinog kopna čine pustinje.
Pustinjski krajolici imaju neka zajednička obilježja. Pustinjsko je tlo često sastavljeno većinom od pijeska, pa mogu biti prisutne i pješčane dine. Izgledi stjenovitog terena su tipični i odražavaju minimalan razvoj tla te razasutost vegetacije. Najniži dijelovi zemlje mogu biti ravnice pokrivene solju. Eolski (djelovanjem vjetra) procesi su glavni čimbenici u oblikovanju pustinjskih krajolika.
Pustinje ponekad sadrže vrijedna ležišta minerala koja su se oblikovala u aridnoj okolini ili su bila izložena eroziji. Budući da su pustinje suha područja, one su idealna mjesta za očuvanje fosila i ljudskih rukotvorina. Nalazi se u suhoj klimi.
U Köppenovoj klasifikaciji klime pustinjska klima označena je kao BW.

## Tipovi pustinja
Većina se klasifikacija pustinja temelji na kombinaciji broja kišovitih dana, ukupne količine godišnjih padalina, temperature, vlažnosti ili ostalih faktora. Peveril Meigs je 1953. godine podijelio pustinjska područja na Zemlji u tri kategorije prema količini primljenih oborina. U tom sada široko prihvaćenom sustavu ekstremno aridne zemlje imaju najmanje 12 uzastopnih mjeseci bez padalina, aridne zemlje imaju manje od 250 milimetara godišnje, a semiaridne zemlje imaju srednju godišnju količinu padalina između 250 i 500 milimetara. Aridne i ekstremno aridne zemlje čine pustinje, dok se semiaridni travnjaci općenito odnose na stepe.
Ipak sama aridnost ne može omogućiti pouzdan opis što je to pustinja. Primjerice Phoenix u Arizoni primi manje od 250 milimetara padalina godišnje te se odmah vidi da je smješten u pustinji. Gorje Brooks na Aljaski također primi manje od 250 milimetara padalina godišnje, ali se ipak ne prepoznaje kao pustinjsko područje.
Razlika leži u nečemu nazvanom "potencijalna evapotranspiracija." Evapotranspiracija je složen proces sastavljen od gubitka vode kroz atmosfersko isparavanje i isparivog gubitka vode kroz životne procese biljaka. Potencijalna evapotranspiracija je dakle količina vode koja bi mogla ispariti u bilo kojem području. Tucson u Arizoni prima oko 300 milimetara kiše godišnje, a ipak bi godišnje moglo ispariti oko 2500 milimetara vode. Drugim riječima, oko 8 puta više vode moglo bi ispariti iz područja nego što je stvarno padne. Stope evapotranspiracije u područjima poput Aljaske su mnogo niže, pa dok ta područja primaju minimalnu količinu padalina, ona bi trebala biti označena kao posebnost u jednostavnoj definiciji pustinje: mjesto gdje isparavanje prelazi količinu padalina.
Stoga postoje različiti oblici pustinja. Hladne pustinje mogu biti pokrivene snijegom; takva mjesta ne primaju mnogo oborina, a ono što padne ostaje smrznuto u snježnom pokrivaču; takve se pustinje obično odnose na područja prekrivena tundrom ako postoji kratko razdoblje s temperaturama iznad smrzavanja, ili na ledenu kapu ako temperatura ostaje ispod točke smrzavanja tijekom cijele godine ostavljajući tako zemlju gotovo potpuno beživotnu.
Većina nepolarnih pustinja su vruća područja zbog malenih količina vode. Voda ima rashlađujući ili barem ublažavajući učinak u okolinama gdje je ima u izobilju. U nekim dijelovima svijeta pustinje su nastale efektom kišne sjene u kojoj zračne mase gube većinu svoje vlage dok se kreću preko planinskog lanca. Ostala su područja aridna zbog vrlo velikih udaljenosti od najbližih dostupnih izvora vlage (u nekim dijelovima u unutrašnjosti kontinenata na umjerenim širinama, posebice u Aziji).
Pustinje se također svrstavaju po svojem geografskom položaju i prevladavajućem vremenskom podneblju na pustinje pasatnih vjetrova, pustinje umjerenih širina, pustinje kišne sjene, obalne, monsunske i polarne pustinje. Nekadašnje pustinje koje se danas nalaze u nearidnim okolinama nazivaju se paleopustinje, dok se ekstraterestričke pustinje nalaze na drugim planetima.

### Pustinje pasatnih vjetrova
Pustinje pasatnih vjetrova ili pustinje suptropskih širina nalaze se u dva pojasa s obje strane ekvatora. U tom području pušu pasati koji se zagriju dok se kreću od konjskih širina prema ekvatoru. Ti suhi vjetrovi raspršuju oblačni pokrivač dopuštajući sve većoj količini sunčevog svijetla da zagrije zemlju. Većina glavnih svjetskih pustinja leži upravo u područjima koje prelaze pasati. Najveća i najvruća (57 °C) pustinja na svijetu, Sahara u sjevernoj Africi, tipična je pustinja pasatnih vjetrova.

### Pustinje umjerenih širina
Pustinje umjerenih širina nalaze se između 30° i 50° s.z.š. i j.z.š u smjeru polova suptropskih područja višeg tlaka zraka. Te su pustinje u unutrašnjim razvođima daleko od oceana pa imaju širok raspon godišnjih temperatura. Sonorska pustinja na jugozapadu Sjeverne Amerike tipična je pustinja umjerenih širina. Još je jedan primjer Pustinja Tengger u Kini.

### Pustinje kišne sjene
Pustinje kišne sjene nastaju zbog visokih planinskih lanaca koji sprječavaju vlagom bogate oblake da dosegnu područja u zavjetrini ili zaštićenu stranu planinskog lanca. Dok se zrak diže uz planinu, voda se iz oblaka naglo obori pa zrak gubi svoj sadržaj vlage. Pustinja nastaje u zavjetrinskoj "sjeni" planinskog lanca. Primjeri takvih pustinja su Judejska pustinja u Izraelu i Palestini, Velika zavala na zapadu Sjedinjenih Država i dio doline Antelope u pustinji Mojave, poznatoj i pod imenom Visoka pustinja, na jugu Kalifornije.

### Obalne pustinje
Obalne pustinje općenito su smještene na zapadnim krajevima kontinenata blizu Rakove i Jarčeve obratnice. One su pod utjecajem hladnih morskih struja koje se kreću paralelno uz obalu. Budući da pasati prevladavaju u sustavima lokalnih vjetrova, te su pustinje manje stabilne od ostalih pustinja. Zimske magle, koje nastaju zbog hladnih morskih struja, često prekriju obalne pustinje sprječavajući sunčevo zračenje. Obalne su pustinje relativno kompleksne jer su pod utjecajem terestričkih, oceanskih i atmosferskih sustava. Jedna od obalnih pustinja, Atacama u Južnoj Americi, najsuša je pustinja na Zemlji. U Atacami se rijetko može izmjeriti 1 milimetar ili više oborina jednom u svakih 5-20 godina. Ostale obalne pustinje čine Sechura u Južnoj Americi, pustinja Baja California u Sjevernoj Americi, Atlantska obalna pustinja i Namib u Africi.
Srpaste su dine uobičajene u obalnim pustinjama kao što je Namib s prevladavajućim kopnenim vjetrovima.

### Monsunske pustinje
"Monsun," potječe od arapske riječi za "godišnje doba", a označava sustav vjetrova s izraženom periodičkom promjenom smjera. Monsuni nastaju kao posljedica temperaturne razlike između kontinenata i oceana. Jugoistočni pasati u Indijskom oceanu, primjerice, stvaraju teške ljetne kiše u Indiji dok se kreću prema obali. Dok monsun prelazi Indiju, gubi vlagu na istočnim obroncima gorja Aravalli. Pustinja Thar (Velika indijska pustinja) i pustinja Cholistan u Pakistanu dijelovi su monsunske pustinje koja se nalazi zapadno od tog lanca.

### Planinske pustinje
Planinske su pustinje aridna mjesta na velikim visinama. Najistaknutiji primjer nalazi se sjeverno od Himalaja, u dijelovima kunlunskih planina i Tibetanske visoravni. Mnoga se mjesta u tom području nalaze na visinama koje prelaze 3.000 metara pa im termalni režim može biti hemiborealan ili čak borealan. Takva mjesta svoju ogromnu aridnost (prosječna godišnja količina oborina često je manja od 40 mm) duguju velikoj udaljenosti od najbližih dostupnih izvora vlage.

### Polarne pustinje
Polarne pustinje su prostori s godišnjom količinom oborina manjom od 250 milimetara te srednjom temperaturom najtoplijeg mjeseca manjom od 10 °C. Polarne pustinje na Zemlji pokrivaju skoro 5 milijuna kvadratnih kilometara i većinom su ravnice s kamenom ili šljunčanom podlogom. U tim pustinjama istaknuta obilježja nisu pješčane nego snježne dine koje se obično javljaju u područjima gdje su oborine lokalno obilnije. Temperaturne razlike u polarnim pustinjama često prelaze točku ledišta vode. Te "smrzavajuće-otapajuće" alternacije oblikuju modelirane teksture na tlu veličine i do 5 metara u promjeru.
Suhe doline na Antarktici bile su bez leda tisućama godina.

### Ekstraterestričke pustinje
Mars je jedini planet na kojem su pronađena vjetrom oblikovana (eolska) obilježja. Iako je atmosferski pritisak na površini Marsa jednak jednoj stotini Zemljinog, globalna cirkulacija na Marsu oblikovala je cirkumpolarno pješčano more površine više od pet milijuna kvadratnih kilometara što odgovara području većem od Rub' al Khali u Saudijskoj Arabiji, najvećem pješčanom moru na našem planetu. Marsovska pješčana mora uglavnom se sastoje od srpastih dina na ravnicama u blizini vječne ledene kape na sjevernom polarnom području.
Definirajući pustinju samo nedostatkom oborina radije nego također zahtijevati i eolska obilježja, svrstava suštinski sva poznata ekstraterestrička tijela kao takva. Jedino poznato tijelo za koje se smatra da ima veliku mogućnost oborina je Titan, Saturnov mjesec. On nema tekuću vodu već je umjesto toga moguće da ima jezera tekućeg metana i ugljikovodika.

## Pustinjska obilježja
Pijesak pokriva samo oko 20 posto Zemljinih pustinja. Većina pijeska nalazi se u pješčanim pokrivačima i pješčanim morima—ogromna područja valovitih dina koje nalikuju na morske valove "smrznute" u trenutku vremena.
Skoro 100 posto pustinjskih površina su ravnice gdje je eolska deflacija—odnošenje vjetrom fino zrnatog materijala—izložila slobodan šljunak koji se sastoji od malih oblutaka s povremenim krupnijim šljunkom. 
Preostale površine aridnih zemalja sastavljene su od izloženih izbijanja kamene podloge, pustinjskih tla i fluvijalnih taloženja koje uključuju aluvijalne lepeze, slanjače, pustinjska jezera i oaze. Izbijanja kamene podloge obično se javljaju kao malene planine okružene ekstenzivnim erozijskim ravnima.
Oaze su životom bogati prostori u kojima se voda doprema izvorima, bunarima ili navodnjavanjem. Mnoge su oaze umjetne. One su često jedina mjesta u pustinjama koja podržavaju usjeve i stalno nastanjivanje.

### Tla
Tla oblikovana u aridnim podnebljima pretežito su mineralna (klasificirana kao aridisoli) s malim organskim sadržajem poput soli. Uzastopna akumulacija vode u nekim tlima uzrokuje stvaranje različitih slanih slojeva. Kalcijev karbonat koji se taloži otapanjem može povezati pijesak i šljunak u tvrde slojeve nazvane "kalcret" koji oblikuju slojeve debele i do 50 metara.
Kališe je sloj crvenkasto-smeđe do bijele boje koji se nalazi u mnogim pustinjskim tlima. Kališe se obično pojavljuje u obliku gruda ili kao prevlaka na mineralnim zrnima oblikovanim složenom interakcijom vode i ugljičnog dioksida kojeg oslobađaju korijenje biljaka ili raspadajući organski materijal.

### Vegetacija
Većina pustinjskih biljaka su kserofiti, tj. podnose sušu i slanost. Neke biljke pohranjuju vodu u svojim listovima, korijenju i stabljikama. Druge pustinjske biljke imaju dugo cjevasto korjenje koje prodire kroz vodenu plohu, učvršćuje tlo i kontrolira eroziju. Stabljike i listovi nekih biljaka smanjuju brzinu pješčanih vjetrova te štite tlo od erozije.
Za pustinje je tipično da imaju biljni pokrivač koji je razasut i veoma različit. Sonorska pustinja na američkom jugozapadu ima najsloženiju pustinjsku vegetaciju na Zemlji. Veliki saguaro kaktusi pružaju utočište za pustinjske ptice te imaju ulogu pustinjskih "stabala". Saguaro raste polagano ali može doživjeti 200 godina. Kada su stari 9 godina, visoki su oko 15 centimetara. Nakon 75 godina kaktusi razvijaju svoje prve grane. Kada su potpuno narasli, saguaro kaktusi dosežu visinu od 15 metara i težinu od 10 tona. Veliki broj saguaro kaktusa nalazi se u Sonorskoj pustinji te pojačavaju opći dojam pustinja kao kaktusom bogatih zemalja.
Iako se za kaktuse često misli da su karakteristične pustinjske biljke, postoje i druge vrste biljaka koje su se dobro prilagodile aridnoj okolini. U te se biljke ubrajaju porodica graška i suncokreta. Hladne pustinje kao dominantnu vegetaciju imaju trave i grmlje.

### Voda
Kiša u pustinjama pada povremeno, a pustinjske su oluje često silovite. U Sahari je izmjereno da je jednom palo 44 milimetara kiše u vremenu od 3 sata. Velike saharske oluje mogu donijeti 1 milimetar po minuti. Obično se suhi riječni tokovi, nazvani arroyo ili vadi, mogu brzo napuniti nakon obilnih kiša, pa nastale bujice čine ta korita opasnima.
Iako u pustinjama padne malo kiše, one primaju vodu koju zemlja ne može upiti iz jednodnevnih ili kratkotrajnih korita koja se pune kišom i snijegom s obližnjih gora. Ti tokovi pune korita gustim blatnim muljem te obično prenose popriličnu količinu sedimenta na dan ili dva. Iako se većina pustinja nalazi u zavalama sa zatvorenim ili unutrašnjim otjecanjem, kroz nekoliko pustinja prolaze 'egzotične' rijeke koje odvode vlastitu vodu izvan pustinje. Takve rijeke prodiru kroz tla i isparavaju ogromne količine vode na svojem putovanju kroz pustinje, ali ipak njihovi obujmi zadržavaju svoj kontinuitet. Rijeke Nil, Colorado i Žuta rijeka jesu egzotične rijeke koje teku kroz pustinje da dostave svoje sedimente do mora.
Jezera nastaju ondje gdje ima dovoljno kiše ili otopljene vode u unutrašnjim slijevovima. Pustinjska su jezera općenito plitka, privremena i slana. Budući da su ta jezera plitka te imaju maleni nagib dna, žestina vjetra može uzrokovati da se jezerske vode kreću preko mnogo kvadratnih kilometara. Kada se jezera osuše iza njih ostaje slana kora ili hardpan. Ravna površina sastavljena od gline, blata ili pijeska obavijenog korom soli naziva se slanjača. U sjevernoameričkim pustinjama postoje više od stotinu slanjača. Mnoge su ostatci velikih jezera koja su postojala tijekom zadnjeg ledenog doba prije oko 12,000 godina. Jezero Bonneville je tijekom ledenog doba bilo veličine 52,000 kvadratnih kilometara i dubine 300 metara u Utahu, Nevadi i Idahu. Danas ostatci jezera Bonneville uključuju Veliko slano jezero u Utahu, jezero Utah i jezero Sevier. Budući da su slanjače aridni reljefni oblici iz vlažnije prošlosti, one sadrže korisne tragove u proučavanju klimatskih promjena.
Ravni tereni hardpana i slanjača čine ih savršenim stazama za utrke i prirodnim uzletištima za zrakoplove i svemirske brodove. Brzinski rekordi terenskih vozila postavljeni su na Bonneville Speedwayju, stazi za utrke smještenoj na hardpanu Velikog slanog jezera. Space shuttleovi prizemljuju na slanjači jezera Rogers u Edwards Air Force Base u Kaliforniji.

## Mineralna bogatstva
U aridnim se zemljama kao posljedica utjecaja klime javljaju geološki procesi koji su oblikovali, poboljšali ili sačuvali neka mineralna ležišta. Podzemna voda ispire mineralne rude i ponovno ih taloži u područjima blizu razine podzemne vode. Taj proces ispiranja koncentrira minerale u rudu koja se može iskopavati.
Isparavanje u aridnim zemljama povećava mineralnu akumulaciju u pustinjskim jezerima. Slanjače također mogu biti izvori mineralnih ležišta oblikovanih isparavanjem. Isparavanje vode u zatvorenim slijevovima taloži minerale poput gipsa, različitih soli (uključujući natrijev nitrat i natrijev klorid) i borata. Minerali koji se oblikuju u isparavajućim ležištima ovise o sastavu i temperaturi slanih voda u vrijeme taloženja.
Značajni se isparavajući izvori javljaju u pustinjama Velike zavale u SAD-u. Mineralna ležišta su se proslavila zahvaljujući "timovima s 20 mula" koji su nekoć od Doline smrti do željeznice vukli vagone natovarene boraksom. Bor, nastao od boraksa i isparavanjem borata, bitan je sastojak u proizvodnji stakla, keramike, glazura, poljoprivrednih kemikalija, omekšivača vode te u farmaceutici u proizvodnji lijekova. Borati se iskopavaju iz isparavajućih ležišta kod jezera Searles u Kaliforniji te drugim pustinjskim mjestima. Ukupna vrijednost kemikalija proizvedenih iz jezera Searles znatno prelazi vrijednost od 1 milijarde US$.
Pustinja Atacama u Južnoj Americi jedinstvena je među svjetskim pustinjama po svojem velikom izobilju mineralnih soli. Od sredine 19. stoljeća u Atacami se iskopava natrijev nitrat koji služi za proizvodnju eksploziva i gnojiva. Tijekom Prvog svjetskog rata iskopano je skoro 3 milijuna tona natrijeva nitrata.
Vrijedni minerali smješteni u aridnim zemljama uključuju bakar u Sjedinjenim Državama, Čileu, Peruu i Iranu; željezo, olovo i cink u Australiji; kromit u Turskoj; zlato, srebro i ležišta uranijaa u Australiji i Sjedinjenim Državama. Nemetalni mineralni izvori i stijene kao što su berilij, tinjac, litij, glina, plavućac i troska također se javljaju u aridnim područjima. Natrijev karbonat, sulfat, borat, nitrat, litij, brom, jod, kalcij i spojevi stroncija se nalaze u sedimentima i slanim vodama blizu površine koje su oblikovane isparavanjem unutarnjih vodenih površina, često tijekom nedavnih geoloških vremena.
Sastav rijeke Green u Coloradu, Wyomingu i Utahu sadrži ležišta u aluvijalnim lepezama i isparenim slanjačama stvorenih u ogromnom jezeru čija se razina mijenjala milijunima godina. Gospodarski značajna ležišta trone, glavnog izvora natrijevih spojeva, te tankih slojeva naftnog škriljevca bili su stvoreni u aridnom okolišu.
Neka od najbogatijih područja naftom na Zemlji nalaze se u aridnim i semiaridnim područjima Afrike i Srednjeg istoka, iako su naftna polja izvorno oblikovana u morskoj plićini. Nedavna klimatska promjena smjestila je te rezerve u aridnu okolinu.
Ipak se pretpostavlja da su ostale naftne rezerve eolskog postanka pa se i danas nalaze u humidnim područjima. Rotliegendes, spremnik ugljikovodika u Sjevernom moru, povezan je s ekstenzivnim isparenim ležištima. Većina glavnih američkih izvora ugljikovodika možda dolaze iz eolskih pijesaka. Stari slojevi aluvijalne lepeze također mogu biti spremnici ugljikovodika.

## Popis pustinja

### Amerike
- Atacama u Čileu
- Pustinja Mojave, Velika zavala, Pustinja Sonora i Chihuahuanska pustinja

### Afrika
- Libijska pustinja
- Kalahari
- Sahara
- Namib

### Azija-Pacifik
- Dašt-e Kavir, središnji Iran.
- Gobi u Mongoliji; Taklamakan u Kini.
- Karakum u središnjoj Aziji.
- Thar-Cholistan u Indiji i Pakistanu.
- Dašt-e Lut, južni Iran.
- Kizilkum - Kazahstan i Uzbekistan
- Negev - južni Izrael
- Judejska pustinja - istočni Izrael i Palestina
- Pustinja Simpson, Velika pješčana pustinja, Sturtova kamena pustinja, pustinja Tanami, Velika Viktorijina pustinja, Velika pustinja, Mala pustinja (sve u Australiji)
- Taklamakan - Kineska autonomna pokrajina Xinjiang Uighur
- Pustinja Rangipo - Novi Zeland

## Više informacija
- Badlands
- Hidrauličko carstvo
- katabatični vjetar
- Oaza
- Opstanak u pustinji
- Orografske oborine
- Outback
- Pustinjska prevlaka
- Pustinjsko i kserofitno grmlje